# Apple A9
Apple A9 — 64-бітний ARM-мікропроцесор компанії Apple із серії Apple Ax. Він вперше з'явився в iPhone 6S і 6S Plus, які були презентовані 9 вересня 2015. Apple стверджує, що він має на 70% продуктивніший процесор і на 90% продуктивнішу графіку в порівнянні з його попередником, Apple A8.

## Опис
У грудня 2013 року стало відомо про підписання контракту компанією Samsung на випуск в 2015 році наступного покоління процесорів Apple за новим 14-нм технологічним процесом на транзисторах з вертикально розташованим затвором (fin field effect transistor, FinFET). А в грудні 2014 року з'явилася інформація про початок виробництва на фабриці S2 компанії Samsung в Остіні першої пробної партії нового чипа Apple A9 за 14-нм техпроцесом з використанням FinFET-транзисторів.
За заявою компанії Apple новий чип A9 має приріст продуктивності до 70% в цілому і до 90% з графіки в порівнянні з попереднім поколінням чипів Apple A8. Також енергоспоживання нового чипа знижено на 35% і його розміри зменшилися на 15%.

## Використання
Пристрої, що використовують мікропроцесор Apple A9:
- iPhone 6S і 6S Plus — з вересня 2015.
- iPhone SE — з березня 2016.[12]

## Галерея
Процесори вироблені Samsung і TSMC майже ідентичні візуально. Вони мають однакові розміри (близько 15,0 × 14,5 мм), і мають лише поверхневі відмінності в позначенні тексту. Всередині мікропроцесори відрізняється за розміром.

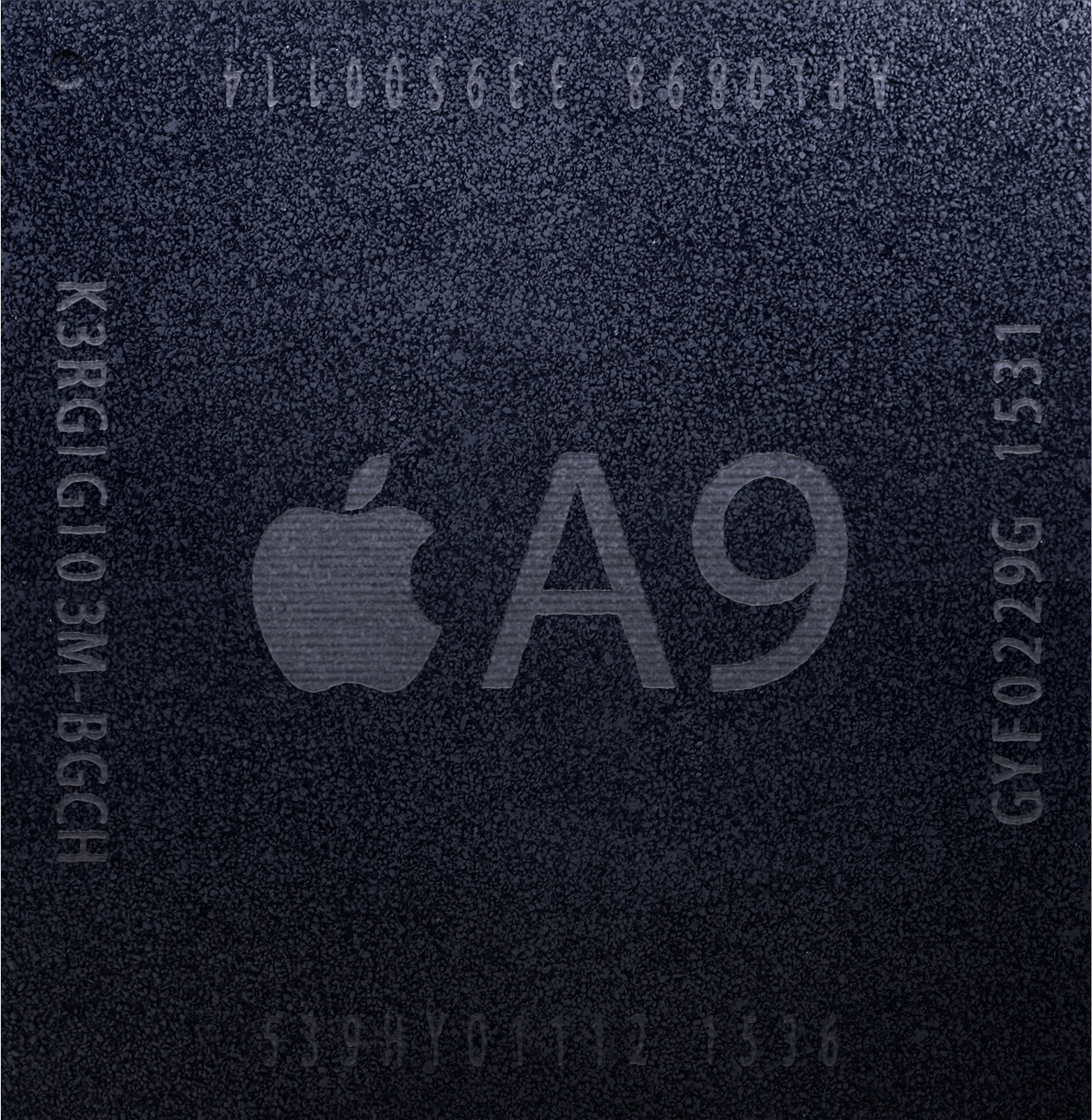
APL0898, версія компанії Samsung.
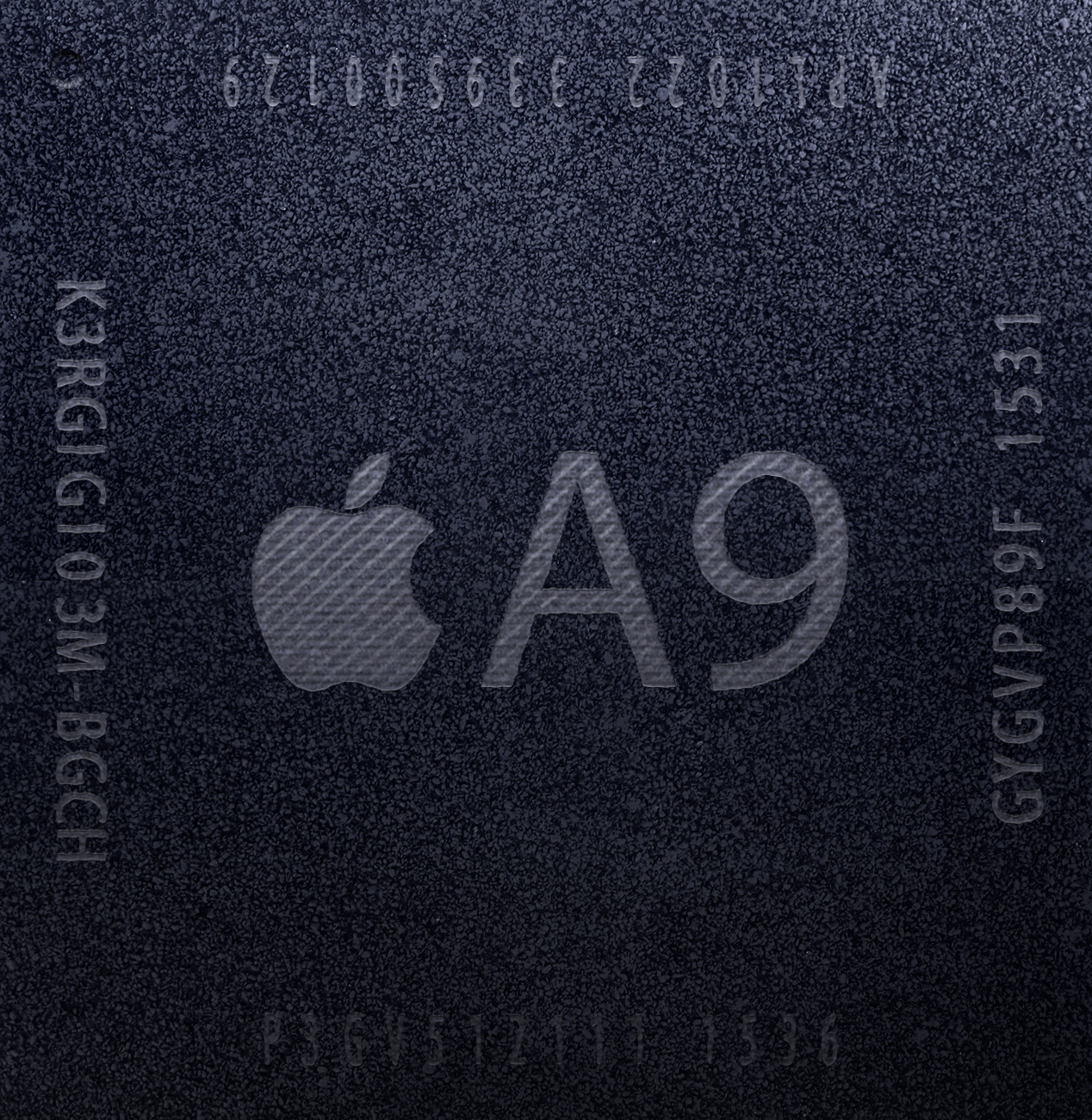
APL1022, версія компанії TSMC.

## AR Kit
Процесор A9 вказаний як мінімальна вимога для бібліотеки для роботи з доповненою реальністю AR Kit. 